# Hancock (Minnesota)
Hancock ist eine Kleinstadt im Stevens County im Westen des US-amerikanischen Bundesstaates Minnesota. Das U.S. Census Bureau hat bei der Volkszählung 2020 eine Einwohnerzahl von 863 ermittelt.

## Geografie
Nach Daten des United States Census Bureau erstreckt sich das Stadtgebiet über eine Fläche von 2,6 Quadratkilometer; davon 2,57 Quadratkilometer Land- und 0,03 Quadratkilometer Wasserfläche (1,00 %) Die Minnesota State Route 9 dient der Gemeinde als Hauptstraße.

## Demografie
Nach der Volkszählung im Jahr 2000 lebten in Hancock 717 Einwohner, die sich auf 294 Haushalte und 186 Familien aufteilten. Die Bevölkerungsdichte lag bei 279 Einwohnern pro km².
Ethnisch betrachtet setzte sich die Bevölkerung zusammen aus 98,19 % weißer Bevölkerung, 0,14 % afrikanischer Abstammung, 0,14 % aus amerikanischen Ureinwohnern, 0,28 % asiatischer Abstammung, sowie 1,26 % zwei oder mehr Abstammungslinien. 0,28 % der Einwohner waren spanischer oder latein-amerikanischer Abstammung.
Von den 294 Haushalten hatten 30,6 % minderjährige Kinder, die noch im Haushalt lebten. 54,1 % waren verheiratete, zusammen lebende Paare. 7,5 % waren alleinerziehende Mütter und 36,4 % waren keine Familien. 32,7 % waren Singlehaushalte, und in 17,0 % der Haushalte lebten Menschen im Alter von 65 oder darüber.
Die durchschnittliche Haushaltsgröße lag bei 2,34. Die durchschnittliche Familiengröße bei 3,01 Personen.
24,7 % der Einwohner waren jünger als 18 Jahre, 8,8 % der Einwohner waren zwischen 18 und 24 Jahren, 24,3 % zwischen 25 und 44 Jahren und 23,3 % zwischen 45 und 64 Jahren alt. 19,1 % waren 65 Jahre und älter. Das Durchschnittsalter lag bei 40 Jahren. Auf 100 weibliche Personen kamen statistisch 106 männliche Personen und auf 100 weibliche Personen über 18 Jahre kamen statistisch 102,2 männliche Personen.
Das mittlere Haushaltseinkommen lag bei 34.583 US-Dollar, das mittlere Familieneinkommen bei 40.938 US-Dollar. Das mittlere Einkommen bei männlichen Einwohnern lag bei 30.446 US-Dollar, bei weiblichen bei 20.114 US-Dollar. Das Pro-Kopf-Einkommen lag bei 17.012 US-Dollar. 2,7 % der Familien und 8,0 % der Bevölkerung lebten unter der Armutsgrenze, darin ist niemand unter 18 Jahren, und 7,5 % der Einwohner über 65 Jahren berücksichtigt.